# Poliakovce
Poliakovce – wieś (obec) na Słowacji położona w kraju preszowskim, w powiecie Bardejów. Pierwsze wzmianki o miejscowości pochodzą z roku 1414.
Według danych z dnia 31 grudnia 2010, wieś zamieszkiwały 372 osoby, w tym 186 kobiet i 186 mężczyzn.
W 2001 roku rozkład populacji względem narodowości i przynależności etnicznej wyglądał następująco:
- Słowacy – 99,50%
- Rusini – 0,25%
- Ukraińcy – 0,25%

Ze względu na wyznawaną religię struktura mieszkańców kształtowała się w 2001 roku następująco:
- Katolicy rzymscy – 94,16%
- Grekokatolicy – 2,79%
- Ewangelicy – 1,52%
- Ateiści – 0.51%
- Nie podano – 0,25%